# Роналд Графланд
Роналд Графланд (нід. Ronald Graafland, нар. 30 квітня 1979, Роттердам) — нідерландський футболіст, воротар клубу «Феєнорд».

## Ігрова кар'єра
У дорослому футболі дебютував 1998 року виступами за команду клубу «Феєнорд», в якій провів два сезони, так жодного разу й вийшовши на поле у мачах нідерландської першості. 
Натомість 2000 року перейшов до іншого роттердамського клубу, «Ексельсіора», в якому почав доволі регулярно отримувати ігрову практику. Загалом відіграв за «Ексельсіор» вісім сезонів своєї ігрової кар'єри.
Згодом з 2009 по 2011 рік перебував у розпорядженні клубів «Вітесс» та «Аякс», в яких знову був резервним голкіпером.
До складу клубу «Феєнорд» приєднався 2011 року також як воротар-резервист, який протягом трьох сезонів лише одного разу взяв участь в матчах чемпіонату Нідерландів.